# Karine Laurent Philippot
Karine Laurent Philippot (Mulhouse, 29 ottobre 1974) è un'ex fondista francese.

## Biografia
In Coppa del Mondo esordì il 29 novembre 1995 a Gällivare (56ª) e ottenne il primo podio il 3 marzo 2002 a Lahti (3ª).
In carriera prese parte a quattro edizioni dei Giochi olimpici invernali, Nagano 1998 (52ª nella 5 km, 22ª nella 30 km, 33ª nell'inseguimento, 11ª nella staffetta), Salt Lake City 2002 (8ª nella 15 km, 19ª nell'inseguimento), Torino 2006 (11ª nella 30 km, 20ª nell'inseguimento, 9ª nella staffetta) e Vancouver 2010 (26ª nella 10 km, 10ª nella 30 km, 19ª nell'inseguimento, 9ª nella sprint a squadre, 6ª nella staffetta), e a sei dei Campionati mondiali (6ª nella sprint a asquadre a Oberstdorf 2005 il miglior risultato).
Nel 2009 vinse la Transjurassienne; annunciò il suo ritiro dalle competizioni il 13 febbraio 2012.

## Palmarès

### Coppa del Mondo
- Miglior piazzamento in classifica generale: 18ª nel 2007
- 3 podi (2 individuali, 1 a squadre[2]):
  - 1 secondo posto (individuale)
  - 2 terzi posti (1 individuale, 1 a squadre)

### Marathon Cup
- Miglior piazzamento in classifica generale: 7ª nel 2005
- 2 podi:
  - 2 secondi posti